# ケースレス弾薬

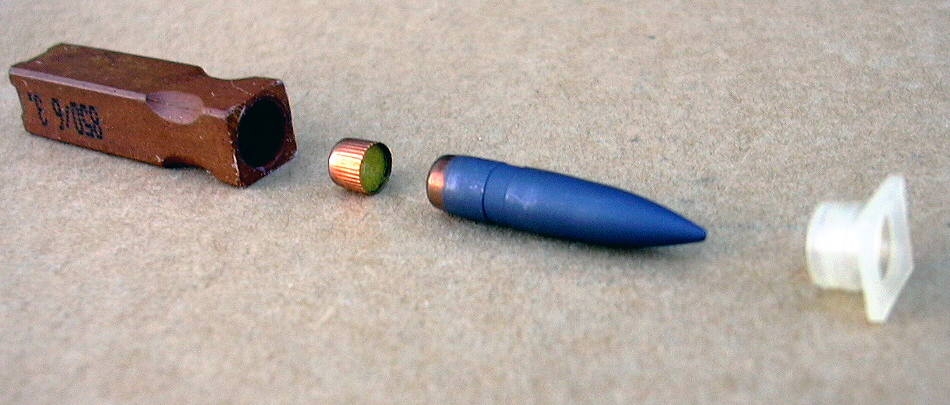
H&K G11小銃に使用される4.73x33mmケースレス弾薬、分解状態を示す。内容は左から右に、固体発射薬、雷管、弾丸、弾丸を固体発射薬の中心軸状に保持するプラスチック製キャップ

ケースレス弾薬（ケースレスだんやく）とは、薬莢を廃した小火器の弾薬の一種である。典型的なものは雷管、発射薬、発射体をユニットとしてまとめている。ケースレス弾薬は、通常真鍮や鉄で作られる薬莢を廃することで重量軽減および弾薬コストの軽減を試みている。またそれだけではなく、発射した後の空薬莢を抽筒し、排莢する必要性を省くことで連発形式の火器の作動を単純化している。

## 歴史
広義のケースレス弾薬は新しい概念ではない。初期のいくつかの紙製薬莢の設計では発火しやすい「薬莢」を用い、これらは発射動作の後、薬室内に大きな残留物を残さなかった。最初期の軍用後装式小銃であるドライゼ撃針銃で用いた弾薬は紙製薬莢で、発射薬、雷管、そしてサボを付けた弾丸から構成された。初期の紙製薬莢は発射に別途雷管を必要としており、ドライゼ撃針銃の弾薬の設計はそうした紙製薬莢を変革したものだった。また、この弾薬は金属薬莢の広範な採用に先行した。
1848年、ウォルター・ハントが特許権を得たロケットボール発射体において、ケースレス弾薬が連発銃に初採用された。黒色火薬を用いた発射薬が、特別に成形されたミニエー弾の後部のくぼみに充填されていた。ハントはこうした弾薬をレバーアクション作動の試作連発小銃に用いた。後世のスミス&ウェッソン社で作られたボルカニック弾薬はロケットボールに雷管を加え、レバーアクション作動の設計を改善した。類似の弾薬がボルカニック・リピーティング・アームズ社により、ボルカニック小銃用として使われた。
第二次世界大戦中、ドイツは実用的な軍用ケースレス弾薬を研究開発するため、集中的な計画を開始した。これは金属不足、特に薬莢を製造するための銅の不足が生じたことから余儀なくされたものだった。ドイツは若干の成功をおさめたものの、戦争中にケースレス弾薬を量産するには十分でなかった。

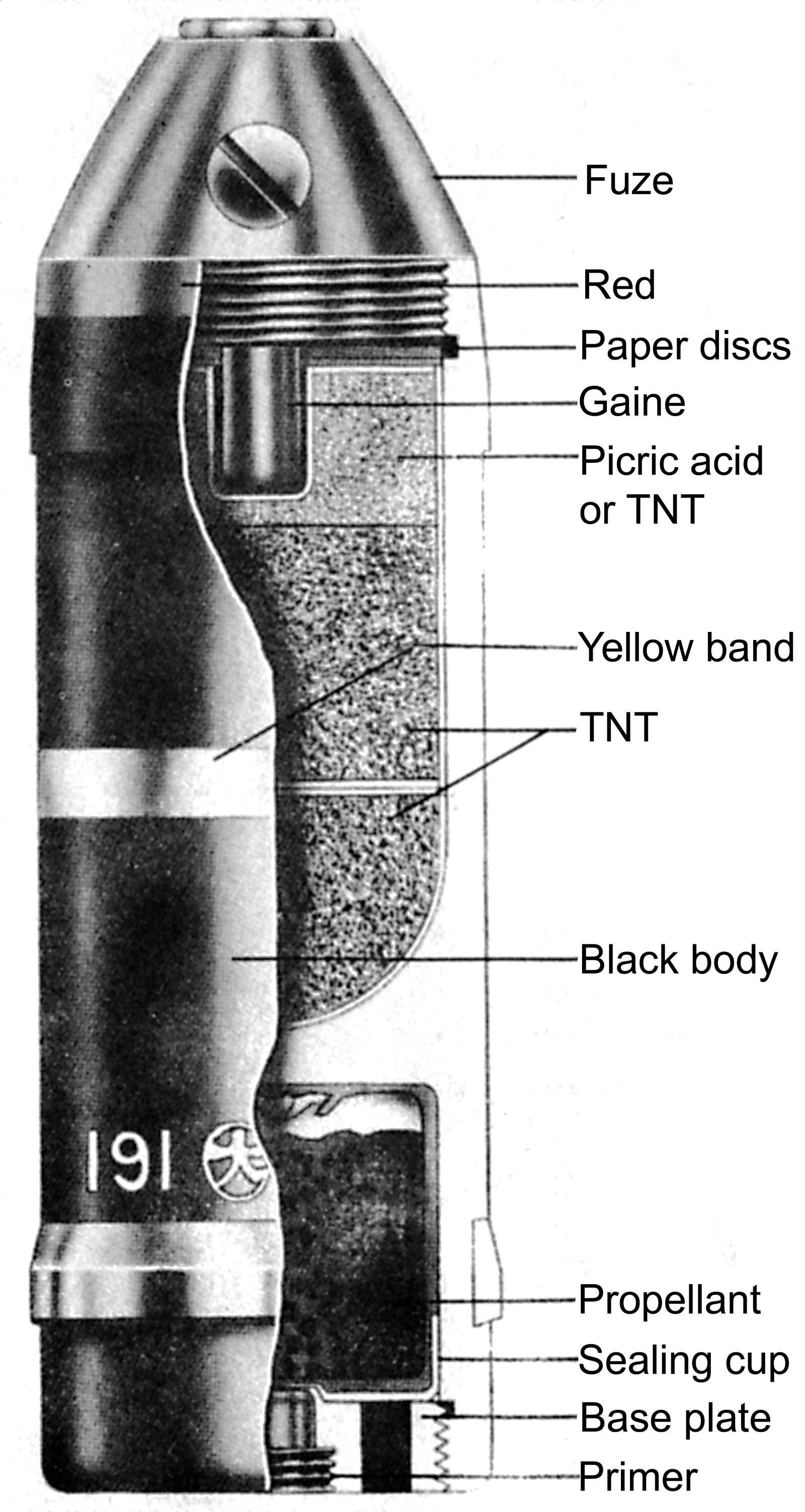
ホ三〇一の弾丸(榴弾)

同時期、日本も大口径航空機関砲としてホ三〇一を開発した。この砲弾は前述のロケットボール発射体同様、弾頭の尾部が筒状になっており、装薬はそこに詰められ、独立した薬莢を持たない構造だった。開発当時から後年まで、日本ではあまりケースレス弾薬が顧みられる事がなかったため、「ロケット弾類似」と称されることが多かった（装薬の燃焼は砲身内で終了するため、ロケット弾ではない）。ホ301は先行量産段階で終わったものの、少数ながら二式単座戦闘機『鍾馗』に搭載され、実戦に投入されB-29撃墜の戦果を上げている。

## 現代のケースレス弾薬
現代のケースレス弾薬は多量の固形発射薬で構成される。当初はニトロセルロースの塊を薬莢形状に成形しており、弾丸となるべく可燃性の雷管を収容する空洞を設け、これらは予定の場所に接着された。完成した実包には、粉末状の火薬を用いたブースター発射薬が内部に収容されており、発射薬の点火を補助し、弾丸に最初の推力を加えるとも推測される。
また多くのケースレス弾薬では全長を短くするためテレスコープ形状が採用されており、これはかさばる弾丸を薬莢の筒状部分の内部に納め、弾薬の全長を短縮している。全長の短縮された弾薬は、銃の作動に際して弾薬を装填しなおすための動作距離を切り詰めることができ、これはより高い発射速度や、長射程における標的への複数弾の命中可能性がもっと大きくなることを容認する。薬莢が無くなることで、ことに小口径小銃の分野で大幅に実包の重量を軽くできる。例としては、オーストリアの発明家フーバート・ウゼルがVoere VEC-91用に開発したケースレス弾薬は、同口径の通常の弾薬に比べて重量が約3分の1である。
薬莢を固体発射薬と入れ替えることが単純な作業に思える一方で、ただ単に弾薬の構成要素の同一化に努めるやり方よりも、金属薬莢は多くの機能を付与している。もし薬莢が代替されるのであれば、これらの多くの機能も代替されねばならない。ケースレス弾薬はそうした欠点が除かれたわけではなく、また現行のケースレス弾薬がもっと広範な成功を収めていない理由はこれらの欠点による。

### 耐熱性
軍用として特に懸念された最初の大問題は弾薬の熱に対する感度で、こうした状況にはしばしば連続射撃が含まれた。現代の火薬の主な材料であるニトロセルロースは、摂氏約170度という比較的低温で発火する。金属薬莢の機能の一つにはヒートシンクが挙げられる。発砲の後に抽筒されるとき、全ての金属製薬莢は、発射薬の燃焼から生じる熱量のうちの相当量を持ち去り、熱が薬室内に蓄えられるスピードを遅くする。薬莢は断熱作用も与え、薬室の内壁に蓄えられた熱から発射薬を保護する。
こうした機能を与える薬莢が無い場合、ニトロセルロースを用いるケースレス弾薬は、薬莢を用いる弾薬よりも相当に早くコックオフが始まり、薬室内に残留した熱によって暴発する。
熱の問題の解決にあたっての通常の処置は、より高温の点火温度を持つ発射薬に変えて耐熱性を増強するもので、普通、適切な燃焼効率を与えられるよう非晶質の爆薬を慎重に調製している。ヘッケラー&コッホ社はディナミット・ノーベル社と協力し、比較的耐熱性の高いケースレス弾薬を生産することで対応した。

### 閉鎖
薬莢によって付与されるまた別の重要な機能とは、薬室後部の密閉である。薬莢を用いる弾薬の発射に際し、圧力が金属薬莢を膨張させ、これが薬室を密閉する。燃焼ガスが薬室後方から噴き出すのを防止し、また相当量のサポートをボルトに与えることも実験では示された。この密閉に薬莢が関与しない場合、火器の設計には、薬室後方を密閉する別の手段を考えなければならない。この問題はまた、ドライゼ撃針銃でも直面していた。フランス製のシャスポー銃ではゴム製シールをボルトへ追加し、薬室からのガス漏洩問題を解決した。
発射薬で弾丸が包まれた形を持つ、いわゆるテレスコープ型のケースレス弾もまた、銃身端部で推進が阻害される問題に対処しなければならない。この問題に対処すべくブースター発射薬が用いられる。ブースター発射薬は先行して燃焼し、弾丸に圧力を与えて薬莢から抜け出るように強いる。また薬莢本体が燃焼する以前に、銃身に弾丸を押し込む。

### 脆弱性
ケースレス弾薬は、薬莢本体が主に発射薬から成るという要因によって制限を受け、また構造の特性は燃焼の特性に従属する。主な問題の一つは抜弾である。ケースレス弾薬は空薬莢を抜き出すという必要性を根絶した一方で、不発の弾を除去する場合であれ、銃器から抜弾するのであれ、発射しない弾薬は取り去られねばならない。金属製薬莢の場合、リムや薬莢の後端部分に作られた抽筒用の溝によってこの機能が与えられる。「Activ」ブランドの散弾銃実包のような、完全にプラスチック化された薬莢であっても、薄い金属製のリングがリム部分に埋め込まれて排莢の補助を担っている。

## 現代のケースレス弾を使用する銃器
1968年、最初期のケースレス弾薬を採用した銃器が、空気銃のメーカーであるデイジー社で実際に量産された。これは.22口径（5.5mm）の信管が付いていない低威力ケースレス弾薬をデイジー V/L小銃に用いたものである。この小銃は基本的にスプリングピストンの空気銃だったが、V/L弾薬を用いた際には、ピストンによって圧縮されたエネルギーが薬莢後方の空気を加熱し、これは発射薬を点火するのに充分なもので、発射エネルギーの大半を生み出した。1969年、アルコール・タバコ・火器及び爆発物取締局（ATF）がこの銃を空気銃ではなく火器であると認定した後、デイジー V/L小銃の機構は放棄された。またデイジー社には量産の許可が下りなかった。
幾種類かのアサルトライフルではケースレス弾薬を採用した。この種の有名な兵器の一つには、ヘッケラー&コッホ社によって生産されたH&K G11がある。この小銃は薬室の閉鎖および加熱の問題のために量産に入ることが無かったが、この銃はいくつかの試作段階ならびにフィールドテストを経ていた。最終的にはG11は放棄され、より安価で従来型の銃器であるH&K G36が選ばれた。
商業用として最初に電子式の射撃制御を装備し、ケースレス弾薬を用いた小銃はVoere VEC-91である。